# Résistance populaire syrienne
La Résistance populaire syrienne (en arabe المقاومة الشعبية السورية, al-Muqāwama ash-Shaʻbīya as-Sūrīya) est une organisation militante pro-Assad et baasiste basée dans l'ouest de la Syrie, qui a été créée après la chute du régime Assad lors de l'offensive rebelle de 2024 en Syrie.

## Histoire
La Résistance populaire syrienne a été créée en décembre 2024 après la chute de Bachar el-Assad. Elle a publié une déclaration le 30 décembre 2024, affirmant qu'elle s'engageait à tuer les dirigeants de Hayat Tahrir al-Cham (HTC), les soldats de « l'État sioniste », de l'Amérique et l'OTAN. 
Ils sont considérés comme l'opposition directe à HTC. Ils ont qualifié Hayat Tahrir al-Cham de « Kharijites » en réponse aux meurtres de chrétiens, de chiites et de sunnites. La Résistance populaire syrienne a également revendiqué la responsabilité d'une attaque contre Hayat Tahrir al-Cham survenue à Al-Hamdaniya, près d'Alep le 29 décembre 2024, dans des déclarations publiées le 2 janvier 2025, qui concluaient également qu'ils étaient des ennemis d'Al-Qaïda et de l'État islamique.
Le 6 mars 2025, ils participent à l'insurrection des gouvernorats de Lattaquié et Tartous contre le nouveau régime syrien, au côté du Conseil militaire pour la libération de la Syrie.